# Кампиньи (коммуна)
Кампиньи́ (фр. Campigny) — коммуна во Франции, находится в регионе Нижняя Нормандия. Департамент коммуны — Кальвадос. Входит в состав кантона Бальруа. Округ коммуны — Байё.
Код INSEE коммуны — 14130.

## Население
Население коммуны на 2010 год составляло 186 человек.
| 1962 | 1968 | 1975 | 1982 | 1990 | 1999 | 2010 |
| ---- | ---- | ---- | ---- | ---- | ---- | ---- |
| 167  | 173  | 152  | 123  | 151  | 155  | 186  |

## Экономика
В 2010 году среди 120 человек трудоспособного возраста (15—64 лет) 104 были экономически активными, 16 — неактивными (показатель активности — 86,7 %, в 1999 году было 75,2 %). Из 104 активных жителей работали 97 человек (54 мужчины и 43 женщины), безработных было 7 (5 мужчин и 2 женщины). Среди 16 неактивных 4 человека были учениками или студентами, 8 — пенсионерами, 4 были неактивными по другим причинам.